# 清秀佳人 (動畫)
《清秀佳人》是由日本動畫公司製作的電視動畫，自1979年1月7日至12月30日於富士電視台播出，每週日晚間19時30分至20時00分播映，共播出50章。本作為「世界名作劇場」系列的第5部作品。
1988年在台灣中視首播時的譯名為《小安妮》，1995年香港無綫電視翡翠台播映時的譯名則為《安妮的故事》，台灣授權發行DVD與2013年在台灣國興衛視重播時的譯名均為《清秀佳人》。本片於1979年獲頒日本厚生省（今厚生勞動省）兒童福祉文化賞。

## 故事大綱
有個一頭紅髮的少女，來到了加拿大東部的愛德華王子島。她的名字叫安妮‧雪利。
原本打算領養男孩而前來迎接的馬修，在看到她之後感到非常困惑錯愕，之後卻被愛說話和快樂的安妮所吸引。馬修的妹妹瑪麗拉知情後表示家中不需要女孩，讓安妮感到非常失望。但馬修則希望她能留在綠色莊園，而這個願望終告實現。胸懷豐富想像力與愛說話的安妮，接二連三引起不少風波。但仍在馬修與瑪麗拉視如己出的養育之下繼續成長。加上與知心好友黛安娜之間培育出的友情，在不知不覺中，安妮漸漸成為綠色莊園裡不可或缺的一分子。

## 登場人物

### 與綠色莊園相關的人物
中文配音未特別標示者，均以齊威版DVD為準。
安妮‧雪利
配音員：山田榮子；臺灣配音：楊凱凱；香港配音：黃麗芳
安妮出生沒多久後，她的父母親相繼都去世了。她在湯瑪斯家的時候，有一次她被迫從柏林布洛克遷移至馬里斯維爾，不久後湯瑪斯先生被火車撞死，由於湯瑪斯夫人的親戚無力撫養安妮，使的她被送至漢蒙家，在那裡照顧小孩子，之後不久漢蒙先生也死了，由於漢蒙夫人打算遷移至美國，而照顧不了安妮，所以使她被送到孤兒院去了。她是個渴望有愛而度過寂寞孩子時代的少女。頭髮髮色是紅色的，還有著雀斑，眼睛很大身體很瘦小，對自己的樣子感到非常的自卑。一開始她的名字是『安(Ann)‧雪利』，在後面加了個"e"後，才變成『安妮(Anne)‧雪利』。因為她覺得『安』（Ann）這個名字並不浪漫，因此如果這樣叫她，她會不高興，所以希望大家能用『安妮』（Anne）來叫她。她有著很豐富的想像力，很喜歡說話。擅長用想像力把悲哀的事情變成喜悅的事情。:她成立故事小組的時候，使用的筆名是羅薩蒙‧蒙特莫倫西，而瑪麗拉以為她會使用寇黛麗亞‧費茲傑拉德當筆名。由安妮決定放棄艾佛瑞獎學金，而選擇留在艾凡里教書並同時兼顧綠色莊園與照顧瑪麗拉時的對話中可以得知當時安妮16歲半，而當時馬修才剛過世不久，因此反推時間回去安妮的出生時間應為1865年3月(在安妮跟黛安娜的對話中得知黛安娜的生日為2月，而安妮是3月)。
馬修‧卡斯伯特
配音員：槐柳二
領養安妮的老人。平時以務農和靠亞比銀行的存款利息維生。沉默寡言又不太會表達意見，尤其對女性很沒輒的個性，以至於年過60歲依然單身。時常會為心臟病發所苦。
在與安妮相處了一段時間後，他才漸漸改善不想見人的個性。非常喜歡安妮，也很疼愛她。他的口頭禪是「是這樣啊！」。
在安妮得到「艾佛瑞獎學金」上大學之前，因為自己投入所有財產的亞比銀行惡性倒閉使他大受打擊，造成心臟病發作過世，享年68歲(1813年12月~1881年11月，以上可由馬修過世後的墓碑上可以看到其生歿年月)。
瑪麗拉‧卡斯伯特
配音員：北原文枝；臺灣配音：李明幸
馬修的妹妹。也是單身。和哥哥一起生活，她是個個性比較直接的女性。家事和料理全部都很擅長。本來她是預定領養男孩子的，見到由於陰錯陽差之下送來的安妮當時，讓她非常驚訝。
是現實主義者，經常會責備安妮，以嚴厲的方式教育她，其實內心卻是對她視如己出。視力很差，有時會出現頭痛。以前曾與吉爾伯特的父親約翰·布萊斯談過一場戀愛，可是後來卻因為兩人吵架，瑪麗拉沒有在約翰·布萊斯向她道歉時原諒他，從此兩人就沒再往來。這件事情後來應該影響了安妮對吉爾伯特·布萊斯的態度，終於在稍後吉爾伯特體貼安妮想留在綠色莊園照顧瑪麗拉的心情下，退讓出艾凡里教師一職後，讓感動的安妮放下多年的矜持，主動前去向吉爾伯特道謝，而讓兩人的關係有美好結果，不再有像瑪麗拉的遺憾留下。
瑞秋‧林德
配音員：麻生美代子
住在綠色莊園附近的夫人，瑪麗拉的老朋友。說話很長舌，個性簡單明快。是艾凡里的包打聽，同時因為有照顧人的善良個性，附近的居民都會去依靠她。一開始見到安妮時，因為挑剔安妮長的不好看，結果惹惱了安妮，讓她非常震驚。後來安妮去向她道歉，她自己也覺得很抱歉不該取笑她。因為這件事情之後拉近了她與安妮的距離。對政治方面有些興趣，典禮儀式等等的政治家，不管多遠都會想特地前去看一看。原作中她在丈夫湯瑪斯死後，與瑪麗拉共住於綠色莊園相互照應。
湯瑪斯‧林德
瑞秋的丈夫。在安妮來綠色莊園的第一個冬天，瑪麗拉與瑞秋聽說夏綠蒂鎮有加拿大的首相來，想一起前去看看。他本人自願擔任她們的馬車夫，只是在畫面上只看到背後，長什麼樣子就不清楚了。
傑利‧伯特
配音員：田中亮一（暫時代演：山田俊司）
綠色莊園裡農場上的幫手。在原作中幾乎只有名字登場，沒有任何台詞。是個很貪吃又很輕浮的人。因為安妮吃了他預留的蘋果，讓他有點不高興，他就騙安妮說蘋果上塗了殺蟲劑，讓安妮非常驚慌，還以為自己會死。他被描寫成暗示有加拿大中法國血統的移民在這裡生活的境遇。
馬丁
配音員：澤律夫
綠色莊園新來的幫手，他是幫瑪麗拉駕駛馬車的馬車夫。
桃莉
安妮從夏綠蒂鎮回來時，在牛棚裡看見出生沒多久的牛寶寶，馬修把這隻牛送給了她，為牠取名「桃莉」，原作中以乳牛(Cow)來介紹牠，故性別應是母牛。

### 與史賓賽夫人相關的人
史賓賽夫人
配音員：坪井章子
居住在白沙，有一天她帶著安妮和莉莉一起坐火車來到光明河車站，然而一個陰錯陽差的錯誤，原本卡斯伯特家要的是一個男孩子，但是卻送來安妮這個女孩子的人。因為這個錯誤的結果，安妮給馬修和瑪麗拉帶來幸福。
芙蘿拉‧珍‧史賓賽
配音員：吉田理保子
史賓賽夫人的女兒，與莉莉不同，她是史賓賽夫人親生的女兒。她把莉莉當成她的親妹妹一樣照顧。
莉莉‧瓊斯
配音員：貴家堂子
史賓賽夫人領養的女孩子，和安妮很要好。在史賓賽家跟芙蘿拉很高興的玩在一起。
羅伯特‧史賓賽
史賓賽夫人的內弟。是他告訴她綠色莊園的卡斯伯特家要的是一個女孩子。
南西‧史賓賽
羅伯特的女兒。她正是誤以為卡斯伯特家要的是一個女孩子的罪魁禍首，並且讓史賓賽夫人承擔這個後果。
布魯威特夫人
配音員：京田尚子
因為弄錯了，瑪麗拉打算把安妮送回孤兒院的時候去了史賓賽家，在那裡遇見了另外一位看起來很壞心眼的老婆婆。她說她要領養安妮，不過安妮看起來百般的不願意。如果瑪麗拉裝做不知情，說不定安妮會被她給領養去，由於這一件事，變成瑪麗拉下決心的原因之一。
回綠色莊園的路上，安妮說：「如果要她領養我，那我寧願回孤兒院，她就像是一把尖銳的錐子。」 ，這也有可能是讓瑪麗拉留下安妮的另一個原因。

### 貝瑞一家
黛安娜‧貝瑞
配音員：高島雅羅；臺灣配音：龍顯蕙
喜歡讀書的善良女孩。很會唱歌。住在綠色莊園對面的「波光粼粼之湖」(或稱"貝瑞湖")。安妮與她相遇很有默契，立下了成為「知心好友」的誓言。長大後與安妮的友情依然不變。她們使用蠟燭的「發光信號」來傳達彼此的信息，用這個來互相呼叫彼此。
雖和安妮是好朋友，不過她沒有和安妮一起進入女王學院就讀的打算，不久後就和安妮一起重新發誓，就算以後走的道路不同，也還是知心好友。
在故事中有的時候她稱呼吉爾伯特為吉爾。
明妮‧梅‧貝瑞
配音員：小山茉美
黛安娜的妹妹。由於罹患喉炎有生命危險，幸虧被有過帶小孩經驗的安妮所救，並由於此事使貝瑞夫人原諒了安妮。很愛哭，睡相很糟糕。
貝瑞夫人
配音員：武藤禮子
黛安娜與明妮的母親。看似溫柔其實嚴厲，由於安妮不小心讓黛安娜喝醉之事使她非常生氣，後來禁止安妮與黛安娜往來。直到安妮救了明妮之後才收回成命。
貝瑞
配音員：依田英助
黛安娜與明妮的爸爸。約瑟芬的姪子。時常沉默寡言，不多話，出場戲份很少。在馬修去世後，曾向安妮建議他要買綠色莊園田地來耕種馬鈴薯。
約瑟芬‧貝瑞
配音員：川路夏子
黛安娜父親的姑姑，也是黛安娜姊妹倆的姑婆。居住在夏綠蒂鎮。安妮稱呼她為貝瑞小姐。有一次安妮來到黛安娜家居住，她正好在客房中就寢，什麼都不知道的安妮和黛安娜直接跳到她的身體上，讓她覺得很痛而生氣。
安妮在隔天下午去貝瑞家去向她道歉，她原諒了安妮和黛安娜，她很喜歡安妮，在貝瑞家和她一起度過一段愉快的時光，在她離開貝瑞家時，告訴安妮希望以後有機會就到她夏綠蒂鎮的家中居住。在安妮要去報考女王學院時，她招待安妮到夏綠蒂鎮她家的客房居住，顯示出她對安妮的關愛。
瑪麗喬
配音員：中谷有美
黛安娜家的女傭。只有在明妮‧梅生病時出現，之後在劇中就未曾登場。

### 艾凡里小學校

#### 學校裡的老師
泰迪‧菲利浦斯
配音員：清川元夢
安妮的班級老師。說話很刻薄，每次都傷害安妮的自尊心，特別是安妮與吉爾伯特的關係就好像在那裡火上加油一樣。但是對其他學生他就不會這樣。
妙麗葉兒‧史黛西
配音員：鈴木弘子
安妮所憧憬的老師。她很賞識安妮的才華，一個個慢慢的指導她。組成了到女王學院學習而特別授課的班級「女王班級」。
是個很溫柔，說話很有禮貌的優良女性，在安妮遇到她之後，就決定以當老師為目標。穿著很寬大的「蓬蓬袖」。
在故事進入尾聲的時候，她寫了一封信給安妮，恭喜安妮獲得艾佛瑞獎學金，只是她不知道安妮打算放棄了。

#### 學校裡的學生
吉爾伯特‧布萊斯
配音員：井上和彥；臺灣配音：李明幸
安妮的同學。有一次他戲弄安妮的紅頭髮，說「紅蘿蔔、紅蘿蔔」，結果惹毛了安妮，就拿寫字用的石板敲他的頭，石板應聲碎裂。往後五年來安妮都刻意忽略他的存在。但他其實是個心地善良的紳士，學業成績優秀，個性活潑，也具有領導魅力受人關注。後來進入了女王學院就讀，在馬修過世後，因禮讓教職之事與安妮的關係終告冰解，彼此並成為學業上的競爭對手與好友。在原作小說後續故事中與安妮結婚。
查理‧史隆
配音員：青木和代
安妮的同學。吉爾伯特的朋友。很喜歡安妮。後來進入女王學院。將來的夢想是想當政治家。
湯米‧史隆
配音員：角谷美佐子
安妮的同學。吉爾伯特的朋友。喜歡對安妮惡作劇。和查理姓氏相同，有可能是他的親戚。
山姆‧史隆
安妮的同學。他好像只有在菲利浦斯老師舉辦的音樂會登場，表演朗誦部份。
穆迪‧史柏真‧麥克佛生
配音員：鹽屋翼
安妮的同學。吉爾伯特的朋友。後來進入女王學院。將來的夢想是當牧師。
諾曼‧康貝爾
史黛西老師要班上同學每一位設計一面校旗，設計的結果是他與其他兩位女生的作品被她看重，不過他卻獲得很好的評價。其設計的方式和加拿大的旗幟很相像，背景全是黃色的，中間的圖案類似楓葉，不過還是不太一樣。
在菲利普斯老師教書的時候，他老是受到他的挨罵，說他上課不專心，而從來沒有被稱讚過，不過史黛西老師卻好好的稱讚他，使他臉紅了。
普莉西‧安德魯斯
配音員：江川菜子
安妮的同學。菲利浦斯老師喜愛的學生，擅長的科目是西班牙文。
珍‧安德魯斯
配音員：高木早苗
安妮的同學。她和安妮是很要好的朋友。後來一起進入女王學院學習。家政科方面的資優生。
明妮‧安德魯斯
安妮的同學。在安妮回到學校後，她向菲利浦斯老師說，她要以她為榜樣，她就坐到她旁邊學習。看起來好像很害羞。名字和黛安娜的妹妹相同，看姓氏和長相就知道是不同的人。
凱蒂‧安德魯斯
安妮的同學。她與艾瑪在3年間都是好朋友，但是在聖誕節的音樂會的時候爭舞臺的順序位置，結局是她們兩位了這件事情而絕交。
艾瑪‧懷特
安妮的同學。她與凱蒂在3年間都是好朋友，但是在聖誕節的音樂會的時候爭舞臺的順序位置，結局是她們兩位了這件事情而絕交。
露比‧吉利斯
配音員：小山茉美→高坂真琴
安妮的同學。她和安妮是很要好的朋友。因為患有歇斯底里症，所以發作的時候手是不能放開的。後來進入女王學院學習。她被譽為是學院的第一大美女。不論什麼事情第一個哭的都一定是她。
作者當時取這名字，可能是來自意義的『紅寶石』這個字。
裘西‧派伊
配音員：堀絢子
安妮的同學。與安妮個性不合，不過卻常常和安妮在一起。後來進入女王學院學習。她被譽為是學院裡口氣最壞的女同學。安妮對她有些許的抗議，不過她的刻薄並不是只針對安妮而已，對於其他的同學也是一視同仁。
歌蒂‧派伊
配音員：間嶋里美
安妮的同學。和裘西一樣口氣很壞，在安妮回到學校後，和裘西一起說她的壞話，看姓氏應該是裘西的親戚。派伊家的人聽說都在這裡作威作福，讓人很討厭。
艾拉‧梅‧麥克佛生
安妮的同學，穆迪的妹妹。在安妮回到學校後，說要教她一種新式的蕾絲織法。不過在聖誕音樂會的時候，因為穆迪說安妮為他朗誦感到驕傲，結果被查理打，讓她一個冬天都不和安妮說話了。
蒂麗‧伯爾特
配音員：川島千代子→向殿麻美
安妮的同學。在安妮回到學校後，給了安妮一個香水瓶子要她裝水用。
蘇菲亞‧史隆
配音員：鶴田公子
安妮的同學。在安妮回到學校後，給了安妮從書上剪下了的黃色三色堇的圖片。她與查理還有湯米可能有親戚關係。
愛麗絲‧貝爾
安妮的同學。比安妮年長3歲，在16歲這一年就把頭髮給盤起來了。
茱莉亞‧貝爾
安妮的同學。在安妮回到學校後，把一首抄寫的詩給她，不太喜歡裘西，有長達3個月不和裘西講話的紀錄，因為裘西說她在舞臺上鞠躬的樣子很可笑。
貝西‧萊特
安妮的同學。她與茱莉亞好像是好朋友，她告訴茱莉亞，史隆家的人，都不和貝爾家的人打交道，因為貝爾家的人認為，史隆家的人參加太多表演節目了，而史隆家的人覺得，貝爾家的人遇到一點小事，就經不起考驗。
約翰‧湯瑪斯
史黛西老師寫給同學的信上所寫的名字，他的有著淺黑色頭髮，眼睛微微向上吊。穿著白色襯衫的工作服的少年。喜好昆蟲。史黛西老師稱他為湯米。
露西‧克拉克
史黛西老師寫給同學的信上所寫的名字，她綁著馬尾，有一頭帶點紅色的淺黑或橘髮的少女。

### 安妮的朋友的親戚
馬爾康‧安德魯斯
露比的姊夫，蘇珊的丈夫，他在像蘇珊求婚時正巧被露比偷聽到了。大概是說他父親把農場的經營權讓給了他，如何，請妳(蘇珊)和我在一起好嗎？聽露比說不久後他就和蘇珊結婚了。
哈蒙‧安德魯斯
珍的父親，在第32話中得知他的名字。他的蘋果作品在展覽會中獲得了第2名，很可惜只要加油一點就可以獲得第1名(安妮與黛安娜的想法)。
比利‧安德魯斯
珍的哥哥，對於像音樂會這種大的場合他覺得很不適合，所以就在白沙飯店外面等著安妮、珍和黛安娜回來。
蘇珊‧吉利斯
露比的姊姊，當時馬爾康和她求婚，不久就接受他而結婚了。露比把這件事情告訴安妮，但是安妮覺得這種求婚一點也不羅曼蒂克。
夏綠蒂‧吉利斯
在第32話安妮所提到的人，當時黛安娜興高采烈的要告訴她好消息，要安妮猜猜看時，安妮第1個提到的人。安妮以為她準備要在教會結婚了，艾倫夫人要她和黛安娜去幫忙，不過當然沒有這種事。(實際上黛安娜告訴安妮的好消息是貝瑞小姐邀請安妮和黛安娜到夏綠蒂鎮她所住的地方居住，並且看看在夏綠蒂鎮舉辦的第83屆的博覽會)。
約翰‧布萊斯
吉爾伯特的父親。故事中未登場，曾經和瑪麗拉是一對戀人，但是瑪麗拉在和他吵架之後，約有20年的時間沒有見面。

### 夏綠蒂鎮與女王學院
史黛拉‧梅納德
配音員：松原雅子
安妮在女王學院認識的最要好的朋友。在安妮畢業後，她考上了雷德蒙大學，特地寫信來通知安妮，說以後還可以做同學。
普莉西拉‧格蘭特
配音員：江川菜子
安妮在女王學院認識的朋友。
法蘭克‧史東克萊
裘西在女王學院認識的男朋友。
路易斯‧威爾遜
跟安妮和吉爾伯特一起爭奪金勳章獎的人選之一。
老師
配音員：綠川稔
女王學院安妮班上的導師，是個非常盡職的老師，他勉勵大家要當天就開始唸書，並說出能以優異成績畢業的，可以得到金勳章獎。
公寓的房東
配音員：辻村真人
安妮住在夏綠蒂鎮時公寓的管理員，看起來人好像很兇，其實很溫柔。在安妮熬夜唸書時，他請安妮早點休息，別累壞身體。
公寓的房東太太
配音員：高橋和枝
房東的太太。她和先生知道貝瑞小姐要帶安妮‧雪利來這裡居住。在安妮來到這裡之後，就帶領她到她的房間去。

### 艾凡里的主日教會相關的人
艾倫牧師
配音員：曾我部和恭
安妮少女時期時以每年得到750美元的薪水，到艾凡里就任的年輕牧師。興趣是與妻子在草原上跳華爾滋，與其他牧師的自由想法卻都是相反的，以充滿了熱情與誠意傳教，而艾凡里的人們受到他的好意而接受了。
艾倫夫人
配音員：江川菜子
艾倫牧師的妻子。有一次安妮不小心做出個止痛劑蛋糕，瑪麗拉發現後就告訴她不要吃，安妮得知後非常的抱歉，就像她道歉。不過她知道安妮不是故意的，之後變成了安妮很友善的朋友。時常會以好的勸告來告訴安妮，是安妮所憧憬的人。
威廉‧貝爾
配音員：政宗一成
主日教會的校長，長的圓圓胖胖的，有點像光明河車站的站長先生，他的名字在第32話夏綠蒂鎮的比賽中被表明。他的豬在夏綠蒂鎮展覽的時候，獲得了第2名。在原作中他是教會裡的老師。
班特萊牧師
配音員：綠川稔
瑪麗拉與安妮一起去教堂做禮拜，教堂的的老牧師。他告訴艾凡里的人們，星期三要舉辦野餐。
在艾倫牧師來了之後，他就沒有再次出現了，他可能已經退休，又可能前往別的教會去了。
蘿麗塔‧布萊德里
配音員：松岡洋子
艾倫夫人邀請的女孩子，在安妮到艾倫牧師家的時候，所遇見的少女。她是從白沙的主日教會來的女孩子，她與黛安娜很相像，栗色波浪頭髮上綁著紅色絲帶，穿著黃色的連身洋裝與膨膨袖的衣服，她和安妮一起在艾倫牧師家愉快的喝著下午茶。

#### 主日教會的孩子們
孩子A
配音員：角谷美佐子
來到教會做禮拜的孩子之一。
孩子B
配音員：高木早苗
來到教會做禮拜的孩子之一。
孩子C
配音員：向殿麻美
來到教會做禮拜的孩子之一。
孩子D
配音員：鶴田公子
來到教會做禮拜的孩子之一。
孩子E
配音員：間嶋里美
來到教會做禮拜的孩子之一。

### 卡摩地
雜貨店的老闆
配音員：島田彰
在卡摩地的「威廉‧布萊爾的店」的老闆。馬修在這家幫安妮買了她喜歡的巧克力牛奶糖。』。之後林德夫人在這家店幫安妮挑選蓬蓬袖的布料，為安妮做了件膨膨袖的洋裝。
露西拉・哈里斯
配音員：松尾佳子
羅森夫人的姪女，在卡摩地的「山繆爾‧羅森的店」招呼客人。馬修去山繆爾‧羅森的店，本想要幫安妮買蓬蓬袖的，以為來接應的是羅森或是他的兒子，但是遇到卻是她。由於馬修不奕女性，結果緊張的開始買了一堆不該買的東西，有耙子還有黑砂糖，沒有買要給安妮的膨膨袖。
布萊爾醫生
住在卡摩地的醫生，故事中未登場，不知道醫術高不高明。
史賓賽醫生
住在卡摩地的醫生，是他推薦瑪麗拉去找從夏綠蒂鎮來的新醫生看眼睛的。

### 其他登場人物
站長
配音員：鹽見龍介
是在艾凡里的光明河車站的站長。他是個蓄著鬍子的胖叔叔，看起來非常和善。
主婦
配音員：高村章子
在瑪麗拉帶著安妮前往白沙的史賓賽家的路上，遇見的婦人。她從林德夫人那裡聽說卡斯伯特家要的是個男孩子，結果看到了安妮，她以為是瑞秋說錯了。後來瑪麗拉告訴她是不小心弄錯了，她才沒有再追問下去了。
華爾特‧雪利
安妮的父親，是個在柏林布洛克任教的高中老師，故事中未登場。在安妮的母親柏莎生下安妮3個月後，得了熱病死去，在4天後，他也患了病而隨她而去。
柏莎‧雪利
安妮的母親，一樣是位在柏林布洛克的老師，故事中未登場。在生下安妮的3個月後，得了熱病死去，在4天後，華爾特也隨她而去。
珍妮‧吉利斯
瑞秋的姪女，故事中未登場，瑞秋說她是個與安妮身材非常的相似的女孩子。
艾蜜莉‧吉利斯
安妮參加白沙飯店的晚宴時，所製作晚禮服的人。
凱蒂‧莫里斯
安妮在遇到黛安娜之前的知心好友，不過她並不是一個實際存在的女孩子，她是安妮所幻想的朋友。安妮以前照玻璃門時，她幻想出來一個和她長的的一模一樣的朋友，並幻想飛到她的鏡子世界一起遊玩。
薇奧麗塔
安妮以前住在漢蒙家山中小屋的時候，給樹靈取名為薇奧麗塔，並且想和牠做個好朋友。
醫生
配音員：加藤正之
黛安娜的妹妹明妮得了喉炎，馬修到卡摩地去找醫生，可是那裡的醫生全部都去了夏綠蒂鎮，不得已馬修只好去「史賓賽谷」那兒去找醫生。當這位醫生趕到貝瑞家，馬上就為明妮看診，事後他稱讚安妮的急救方法很好。
麥克尼爾
配音員：加藤正之
安妮她與參加過女王班級的同學在女王學院的入學考試考完之後，每天都會來到這位先生家，等待夏綠蒂鎮來的報紙，看看考試放榜的結果。當大家全神貫注的在等待消息時，他告訴大家報紙上還有沒刊登放榜的消息，讓大家非常的失望，因為不知道還要等多久才會有消息。
艾凡斯夫人
配音員：平井道子
在白沙飯店以特別嘉賓身分參予朗誦，是個很高瘦的女士，看起來多愁善感，朗誦的詩歌真的很棒，是安妮所愛慕的人。
瑪西琳‧戴伯德‧萬摩爾
著名的女性法國詩人，寫過薩迪的薔薇，艾凡斯夫人在白沙飯店以其情感而朗誦出她所寫的詩句。
提齊安諾‧維伽略
通常都稱為「提提安(提香)」，文藝復興時期的義大利畫家，是個喜歡畫紅髮女性的畫的人，因而得名。在音樂會結束後，從白沙飯店搭乘馬車回艾凡里的途中，在一旁的珍與黛安娜告訴安妮說，在聽安妮朗誦時，聽到他們後面的一個美國人說：「那個有著一頭提提安的髮色的少女是誰啊！」，安妮得知後就對她們說出提提安其實是一位喜歡畫紅髮女性的畫家。
羅素
配音員：加藤精三
亞比銀行的經營者，由於亞比銀行傳出要倒閉的風聲，他告訴馬修亞比銀行不會發生什麼事，人很老實的馬修很容易就相信他的話，結果之後亞比銀行還是倒閉了。
醫生
配音員：大山豐
瑪麗拉透過史賓賽醫生的介紹，到夏綠蒂鎮給那位新來的眼科醫生看病，他告訴瑪麗拉眼睛她的眼睛不能再做家務事，不然半年之內會全瞎掉，讓瑪麗拉非常的震驚。
約翰‧薩德勒
配音員：村松康雄
在馬修去世之後，前來和瑪麗拉談要買綠色莊園的先生。安妮得知後非常的反對，綠色莊園後來並沒有賣掉，他也沒再出現了。
旁白
配音員：羽佐間道夫
本故事的解說員。擔任解說故事與下集預告的部份。

### 安妮演出的亞瑟王傳說與自己寫說的故事
亞瑟王
在故事中並未登場，只是稍微提了一下，裡面只是說在他的時期裡伊蓮公主與蘭斯洛特騎士的一段野史，是桂冠詩人阿爾弗雷德‧丁尼生所寫的故事。
關妮薇爾
亞瑟王的王后，但之後發生了婚外情，傳說她與亞瑟王的部下蘭斯洛特有一腿。
伊蓮公主
在第31話不幸的白百合公主中登場，她單戀著蘭斯洛特，在得知蘭斯洛特有愛人後，不久就鬱悶而死。她的哥哥們把她的遺體放在小船上，並放上許多白百合，順著河流過橋而下。安妮有一天突發奇想與黛安娜她們想試著玩這個場面，安妮就在小船上，身上放著鷲尾花試著這樣的場景，只是沒想到才過一半，船進水快要沉了，讓安妮非常驚恐。試想著白百合伊蓮公主也有可能之後沉入水中了。
蘭斯洛特騎士
在故事中登場的蘭斯洛特騎士是個留著鬍子，看起來也許是已過中年的人。伊蓮公主單戀愛著他，可是卻不能結合，因為他已有愛人了。
潔若婷‧西摩爾
安妮故事中的女主角之一。有著一頭金色秀髮，白皙的皮膚與紫水晶般的眼眸。她與寇黛麗亞是很要好的朋友，在16歲的時候，他認識了伯特倫‧戴維爾。由於當時她的馬車失控，伯特倫前去救了她，因此使的他們兩人墜入了愛河，並且訂了婚。
可是卻招來單戀伯特倫的寇黛麗亞不滿。某天她與寇黛麗亞走在橋上時，寇黛麗亞當場就把她推到河裡，由於伯特倫來不及急救，她就淹死了。
寇黛麗亞‧蒙特莫倫西
安妮故事中的女主角之一。有著一頭黑色秀髮，黑黝的皮膚與綠寶石般的眼眸。她與潔若婷是很要好的朋友，在16歲的時候，他認識了伯特倫‧戴維爾。不過她只是單戀而已，在看到潔若婷手上得到伯特倫的訂婚戒指，她感到又氣又嫉妒，因為她把她喜歡的人搶走了。
某天她與潔若婷走在橋上時，她當場就把潔若婷推到河裡，後來救潔若婷的伯特倫也淹死了，她在他們死後感到後悔，事後也在同樣的地點跳河自盡。
伯特倫‧戴維爾
安妮故事中的男主角。由於他看上了潔若婷，而使的在單戀他的寇黛麗亞不滿。在他看到寇黛麗亞把潔若婷推到河裡，他就奮不顧身的跳下去，使他忘了自己不會游泳，結果後來與潔若婷一起被淹死，屍體之後被沖上岸後，不久潔若婷與他被舉行了很隆重的葬禮。

## 主題歌、插曲
- 片頭曲『你聽見了嗎』(全集使用)
  - 作詞：岸田衿子、歌：大和田律子、作曲：三善晃、編曲：三善晃
- 片尾曲『未醒的夢』(全集使用)
  - 作詞：岸田衿子、歌：大和田律子、作曲：三善晃、編曲：三善晃
- 插曲1『開啟森林的門扉』
  - 作詞：岸田衿子、歌：大和田律子、作曲：三善晃、編曲：三善晃
- 插曲2『花與花的事』
  - 作詞：岸田衿子、歌：大和田律子、作曲：三善晃、編曲：毛利藏人
- 插曲3『明天是怎麼樣的日子』
  - 作詞：岸田衿子、歌：大和田律子、作曲：三善晃、編曲：三善晃
- 插曲4『眼淚奪眶而出』
  - 作詞：岸田衿子、歌：大和田律子、作曲：毛利藏人、編曲：毛利藏人
- 插曲5『勿忘我』
  - 作詞：岸田衿子、歌：大和田律子、作曲：毛利藏人、編曲：毛利藏人
- 插曲6『像蝴蝶一樣』
  - 作詞：岸田衿子、歌：石毛恭子、作曲：毛利藏人、編曲：毛利藏人
- 插曲7『通過喜悅的銀白色長廊』
  - 作詞：岸田衿子、歌：山田榮子、作曲：毛利藏人、編曲：毛利藏人

## 製作人員
本作是「世界名作劇場」系列中，高畑勳擔任導演、宮崎駿擔任作畫人員的最後一部作品。高畑此前每隔一年便參與一部名作劇場系列作品，原本計劃參與前作《小英的故事》的製作，但在作品標題確定後，他對原作表達了否定意見，因而拒絕參與該作的製作，最終轉而擔任本作的導演。同樣地，宮崎駿等人也一併轉至本作，作為作畫團隊參與製作。
然而，宮崎後來離開本作，轉而投入劇場版動畫《魯邦三世 卡里奧斯特羅之城》，並留下「我不喜歡安妮，後面就交給你們了」的言論」と述べて、映画『ルパン三世 カリオストロの城』の制作のため本作品より去っていった。儘管如此，安妮富有想像力、喜歡獨自在自然中行動的性格，後來仍經常出現在宮崎駿所創作的動畫角色之中。
此外，本作的分鏡工作也由富野由悠季等人擔任，是他較早期參與的電視動畫作品之一。
- 製作：本橋浩一
- 製作管理：高桑充
- 企劃：佐藤昭司
- 製作人：中島順三（英语：中島順三）、遠藤重夫（英语：遠藤重夫）、別所孝治（英语：別所孝治）（富士電視台）
- 導演：高畑勳[7]
- 助理導演：馬場健一、腰繁男、楠葉宏三、稻見邦宏
- 編劇：高畑勳[7]、千葉茂樹（英语：千葉茂樹）[7]、磯村愛子[7]、神山征二郎[7]、神山魁三（英语：神山魁三）、高野丈邦、楠葉宏三、荒木芳久（英语：荒木芳久）、白石なな子
- 角色設計／作畫監督：近藤喜文[7]
- 場景設定／畫面構成：宮崎駿（第1話至第15話）
- 畫面構成：櫻井美知代（第18話起依照工作人員表顯示，接替宮崎）
- 美術監督：井岡雅宏（英语：井岡雅宏）[7]
- 動畫監督：前田英美
- 攝影監督：黑木敬七
- 攝影：Trans Arts（英语：トランス・アーツ）（萩原亨）
- 剪輯：瀨山武司（英语：瀨山武司）
- 沖印：東洋現像所（IMAGICA）
- 背景繪製：Studio Aqua（石橋健一、西原繁男）
- 上色：Studio Robin
- 美術助手：阿部泰三郎、山本二三
- 音樂：毛利藏人（英语：毛利藏人）[7]
- 錄音導演：浦上靖夫（英语：浦上靖夫）
- 錄音製作：Audio Planning U（英语：早稲田奉仕園#アバコ（AVACO））
- 錄音工作室：AVACO Studio
- 音效：松田昭彥（Fizz Sound（英语：フィズサウンドクリエイション））
- 混音：中戶川次男
- 色彩指定／成品檢查：小山明子、保田道世
- 製作統籌：增子相二郎
- 製作進行：高砂克己、小泉正二、宮下勇治、星出和彥 等
- 企劃／製作：日本動畫公司[7]
- 製作單位：日本動畫公司、富士電視台

## 各集資料
| 話數 | 副標題                 | 播映日         | 腳本                 | 分鏡             | 演出            | 作畫監督 |
| ---- | ---------------------- | -------------- | -------------------- | ---------------- | --------------- | -------- |
| 1    | 驚訝的馬修‧卡斯伯特    | 1979年1月7日   | 千葉茂樹、高畑勳     | 高畑勳           | 高畑勳          | 近藤喜文 |
| 2    | 驚訝的瑪麗拉‧卡斯伯特  | 1979年1月14日  | 千葉茂樹、高畑勳     | 高畑勳           | 高畑勳          | 近藤喜文 |
| 3    | 綠色莊園的早晨         | 1979年1月21日  | 磯村愛子、高畑勳     | 高畑勳           | 高畑勳          | 近藤喜文 |
| 4    | 安妮的種種過去         | 1979年1月28日  | 高畑勳               | 高畑勳           | 高畑勳          | 近藤喜文 |
| 5    | 瑪麗拉的決定           | 1979年2月4日   | 神山征二郎           | 池野文雄         | 高畑勳          | 近藤喜文 |
| 6    | 綠色莊園的安妮         | 1979年2月11日  | 磯村愛子、高畑勳     | 池野文雄         | 高畑勳          | 近藤喜文 |
| 7    | 多管閒事的瑞秋夫人     | 1979年2月18日  | 神山征二郎           | 奧田誠治         | 高畑勳          | 近藤喜文 |
| 8    | 安妮到主日學校去       | 1979年2月25日  | 神山征二郎、高畑勳   | 富野喜幸         | 高畑勳          | 近藤喜文 |
| 9    | 虔誠的誓言             | 1979年3月4日   | 神山征二郎           | 富野喜幸         | 高畑勳          | 近藤喜文 |
| 10   | 安妮與知心好友玩遊戲   | 1979年3月11日  | 神山征二郎、高畑勳   | 楠葉宏三腰繁男   | 高畑勳          | 近藤喜文 |
| 11   | 瑪麗拉的胸針不見了     | 1979年3月18日  | 神山征二郎           | 奧田誠治         | 高畑勳          | 近藤喜文 |
| 12   | 安妮的告白             | 1979年3月25日  | 神山征二郎、高畑勳   | 富野喜幸         | 高畑勳          | 近藤喜文 |
| 13   | 安妮到學校去           | 1979年4月1日   | 神山征二郎、高畑勳   | 奧田誠治         | 高畑勳          | 近藤喜文 |
| 14   | 教室的騷動             | 1979年4月8日   | 神山征二郎           | 奧田誠治         | 高畑勳          | 近藤喜文 |
| 15   | 秋天來臨               | 1979年4月15日  | 神山征二郎           | 富野喜幸         | 高畑勳          | 近藤喜文 |
| 16   | 邀請黛安娜喝下午茶     | 1979年4月22日  | 高野丈邦             | 奧田誠治         | 高畑勳          | 近藤喜文 |
| 17   | 安妮回到學校           | 1979年5月6日   | 神山征二郎、高畑勳   | 富野喜幸         | 高畑勳          | 近藤喜文 |
| 18   | 安妮拯救明妮‧梅        | 1979年5月13日  | 神山征二郎、高畑勳   | 奧田誠治         | 高畑勳          | 近藤喜文 |
| 19   | 黛安娜的生日           | 1979年5月20日  | 高野丈邦             | 橫田和善         | 高畑勳          | 近藤喜文 |
| 20   | 春天再次來臨           | 1979年5月27日  | 高野丈邦、高畑勳     | 腰繁男           | 高畑勳          | 近藤喜文 |
| 21   | 新牧師夫妻             | 1979年6月3日   | 千葉茂樹             | 楠葉宏三         | 高畑勳          | 近藤喜文 |
| 22   | 香料弄錯了             | 1979年6月10日  | 千葉茂樹             | 橫田和善         | 高畑勳 橫田和善 | 近藤喜文 |
| 23   | 安妮被邀請喝下午茶     | 1979年6月17日  | 千葉茂樹、高畑勳     | 腰繁男           | 高畑勳          | 近藤喜文 |
| 24   | 關係到面子的大事件     | 1979年6月24日  | 千葉茂樹             | 楠葉宏三         | 高畑勳          | 近藤喜文 |
| 25   | 給黛安娜的信           | 1979年7月1日   | 高野丈邦、高畑勳     | 橫田和善         | 高畑勳 橫田和善 | 近藤喜文 |
| 26   | 音樂會的計畫           | 1979年7月8日   | 千葉茂樹、高畑勳     | 奧田誠治         | 高畑勳          | 近藤喜文 |
| 27   | 馬修與蓬蓬袖           | 1979年7月15日  | 高野丈邦、高畑勳     | 腰繁男           | 高畑勳          | 近藤喜文 |
| 28   | 聖誕節的音樂會         | 1979年7月22日  | 高野丈邦、高畑勳     | 光延博愛         | 高畑勳          | 近藤喜文 |
| 29   | 安妮成立的故事小組     | 1979年7月29日  | 高畑勳、橫田和善     | 高畑勳、橫田和善 | 高畑勳 橫田和善 | 近藤喜文 |
| 30   | 虛榮與心痛             | 1979年8月5日   | 高野丈邦、高畑勳     | 楠葉宏三         | 高畑勳          | 近藤喜文 |
| 31   | 不幸的白百合公主       | 1979年8月12日  | 荒木芳久、高畑勳     | 齊藤博           | 高畑勳          | 近藤喜文 |
| 32   | 生涯中的一大事件       | 1979年8月19日  | 千葉茂樹、高畑勳     | 腰繁男           | 高畑勳          | 近藤喜文 |
| 33   | 女王班級的呼喊         | 1979年8月26日  | 千葉茂樹、高畑勳     | 橫田和善         | 高畑勳 橫田和善 | 近藤喜文 |
| 34   | 黛安娜與女王班級的朋友 | 1979年9月9日   | 千葉茂樹、高畑勳     | 楠葉宏三         | 高畑勳          | 近藤喜文 |
| 35   | 暑假前的想法           | 1979年9月16日  | 荒木芳久、高畑勳     | 腰繁男           | 高畑勳          | 近藤喜文 |
| 36   | 故事小組的去向         | 1979年9月23日  | 高野丈邦、高畑勳     | 橫田和善         | 高畑勳 橫田和善 | 近藤喜文 |
| 37   | 十五歲的春天           | 1979年9月30日  | 高野丈邦、楠葉宏三   | 楠葉宏三         | 高畑勳          | 近藤喜文 |
| 38   | 准考證號碼是13號       | 1979年10月7日  | 千葉茂樹、高畑勳     | 馬場健一         | 高畑勳          | 近藤喜文 |
| 39   | 合格發表               | 1979年10月14日 | 千葉茂樹、高畑勳     | 腰繁男           | 高畑勳          | 近藤喜文 |
| 40   | 飯店的音樂會           | 1979年10月21日 | 荒木芳久、高畑勳     | 橫田和善         | 高畑勳 橫田和善 | 近藤喜文 |
| 41   | 踏上前往女王學院的旅程 | 1979年10月28日 | 荒木芳久、高畑勳     | 楠葉宏三         | 高畑勳 楠葉宏三 | 近藤喜文 |
| 42   | 新學院生活             | 1979年11月4日  | 荒木芳久、高畑勳     | 馬場健一         | 高畑勳 馬場健一 | 近藤喜文 |
| 43   | 週末的休假             | 1979年11月11日 | 神山征二郎、高畑勳   | 腰繁男           | 高畑勳 腰繁男   | 近藤喜文 |
| 44   | 女王學院的冬天         | 1979年11月18日 | 神山征二郎、高畑勳   | 橫田和善         | 高畑勳 橫田和善 | 近藤喜文 |
| 45   | 光榮與夢想             | 1979年11月25日 | 千葉茂樹、白石奈奈子 | 楠葉宏三         | 高畑勳 楠葉宏三 | 近藤喜文 |
| 46   | 馬修的愛               | 1979年12月2日  | 千葉茂樹、白石奈奈子 | 馬場健一         | 高畑勳 馬場健一 | 近藤喜文 |
| 47   | 蒙主寵召的人           | 1979年12月9日  | 荒木芳久、高畑勳     | 腰繁男           | 高畑勳 腰繁男   | 近藤喜文 |
| 48   | 馬修從我家而去         | 1979年12月16日 | 荒木芳久、高畑勳     | 橫田和善         | 高畑勳 橫田和善 | 近藤喜文 |
| 49   | 峰迴路轉               | 1979年12月23日 | 荒木芳久、高畑勳     | 楠葉宏三         | 高畑勳 楠葉宏三 | 近藤喜文 |
| 50   | 因神在天上，世界都美好 | 1979年12月30日 | 荒木芳久、高畑勳     | 馬場健一         | 高畑勳 馬場健一 | 近藤喜文 |

## 外部連結
- 互联网电影数据库（IMDb）上《清秀佳人》的资料（英文）

## 作品的變遷
| 國興衛視 星期一至五 18:00~19:00 （7/8起改為17:00-18:00) (8/8播出時間為17:00 - 17:30和18:30 - 19:00) | 國興衛視 星期一至五 18:00~19:00 （7/8起改為17:00-18:00) (8/8播出時間為17:00 - 17:30和18:30 - 19:00) | 國興衛視 星期一至五 18:00~19:00 （7/8起改為17:00-18:00) (8/8播出時間為17:00 - 17:30和18:30 - 19:00) |
| --------------------------------------------------------------------------------------------------- | --------------------------------------------------------------------------------------------------- | --------------------------------------------------------------------------------------------------- |
| | 清秀佳人 （2013.07.05 - 2013.08.08）                                                                | |
| 小英的故事 （2013.05.29 - 2013.07.04）                                                              | 桃太郎傳說 （2012.08.09 - 2013.09.13）                                                              | |